# Tus-Festival

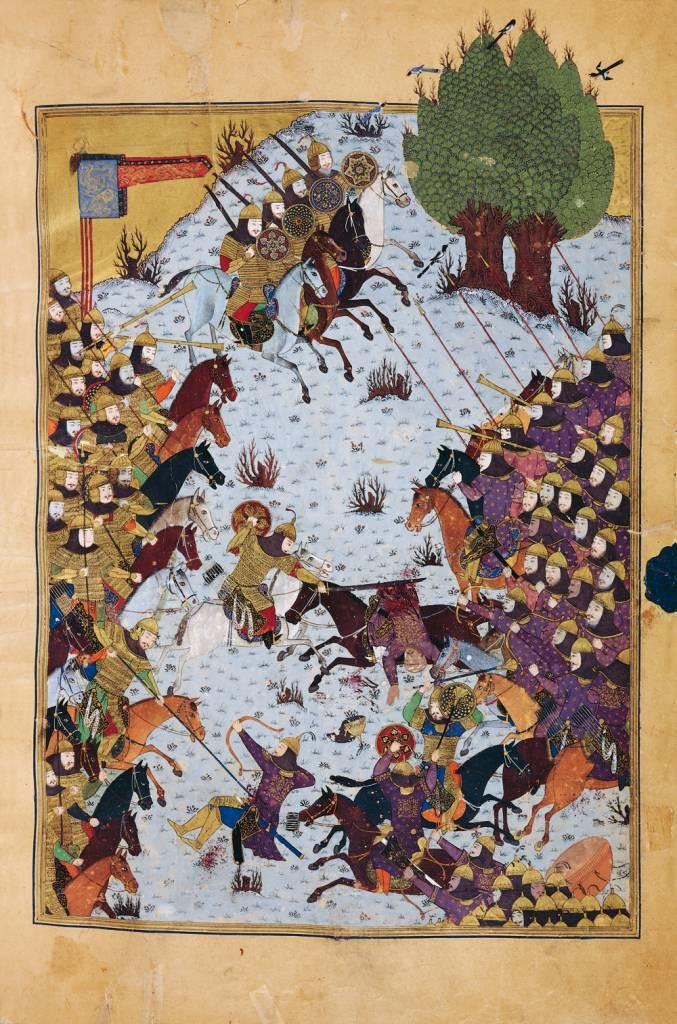
Baysonqori-Ausgabe von Schāhnāme, 1430

Das Tus-Festival ist ein Festival, das dem persischen Nationalepos Schāhnāme von Firdausi gewidmet ist. Damit ist es weltweit das einzige Festival, das die wissenschaftliche Diskussion über die Rezeption und den Einfluss Firdausis Werk auf die persische Literatur, Malerei und Kultur sowie auf die Weltliteratur und Weltkultur fördert und die Tradition des epischen Vortrags am Leben hält. Teil des Festivals sind Ausstellungen und Wettbewerbe, um das „Nationalgedicht der Perser“ einer breiten Öffentlichkeit nahezubringen.  Das Festival wurde von der 1971 gegründeten Schahname-Stiftung (heute Firdausi-Stiftung) organisiert. Die Schahname-Stiftung war eine wissenschaftliche Stiftung, die als Forschungsinstitution mit dem Ministerium für Kunst und Kultur verbunden war. Der Name Tus-Festival leitet sich von dem Geburtsort Firdausis, der nordostiranischen Stadt Tūs ab.

## Entstehungsgeschichte
Die Entstehungsgeschichte des 1975 erstmals durchgeführten Festivals ist der Eröffnungsrede von Schahbanu Farah Pahlavi zu entnehmen, auf deren Betreiben das Festival entstanden ist. Farah Pahlavi sagte am 14. Juli 1975 (23. Tir 1354): 

„Die Idee für ein eigenes Festival, das Schahname, das in seiner Bedeutung einzigartigen Werkes Firdausis zum Thema hat, wurde erstmals auf dem Schiras-Kunstfestival diskutiert. Das Schiras-Kunstfestival hat gezeigt, dass ein Festival nicht nur unmittelbar Künstler und Kulturschaffende fördert, sondern durch den Besucherzuspruch aus der ganzen Welt einen bedeutenden Wirtschaftsfaktor darstellt. Kunst und Kultur, Handel, Handwerk und Gastronomie blühen auf. Mit dem Festival soll auch die Tradition des „Naghali“, des künstlerischen Vortrags von Schahname, wie wir ihn seit Jahrhunderten aus den Tee- und Kaffehäusern Persiens kennen, wiederbelebt werden. Ganz allgemein gesprochen, wir greifen mit dem Festival die uralte Tradition des epischen Vortrags (Hamasehsarai) auf und machen damit den Versuch, eine Tradition zu fördern, die eng mit Schahname verbunden ist.
In dem Festival soll aber nicht nur Schahname selbst vorgestellt werden. Es sollen vielmehr auch persischer Fabeln, Geschichten und Gedichte vorgetragen werden, die ihren Ursprung in Schahname haben. Darüber hinaus sollen auch den Miniaturen, die eng mit der Verbreitungsgeschichte Schahnames verbunden sind,  besonderer Raum gegeben werden.
Ich hoffe, dass mit diesem Festival viele alte Traditionen, die heute leider nicht mehr gelebt werden, wieder erweckt und belebt werden können.“

## Zielsetzung

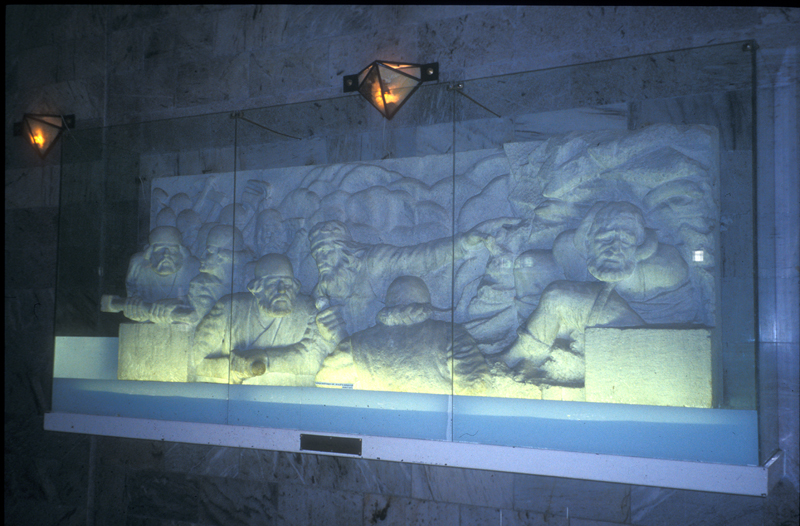
Tus, Reliefdarstellung einer Szene aus Schahname

Die Konzeption des Festivals war darauf ausgerichtet, dass
- Firdausi als Schöpfer des Schahname, eines Werkes der Weltliteratur, gewürdigt wird,
- breite Teile der Gesellschaft und hier vor allem die Jugend an die literarische Tradition des epischen Erzählens herangeführt wird,
- im Rahmen eines wissenschaftlichen Kongresses die literarische, kulturelle und gesellschaftliche  Bedeutung von Schahname diskutiert und der Fachöffentlichkeit durch entsprechende Veröffentlichungen zugänglich gemacht wird.
- durch öffentliche Vortragsveranstaltungen (Naghali) begleitet von Ausstellungen von Miniaturen und bildhaften Darstellungen von Vortragszenerien, musikalischen Aufführungen und Zurchaneh-Veranstaltungen die traditionellen Vermittlungsformen von Schahname belebt werden,
- durch neue Formen der Vermittlung wie Theateraufführungen, Filme, Autorenworkshops und Malwerkstätten vor allem der Jugend neue Zugangswege zu Schahname eröffnet werden.

## Das erste Festival (1975)

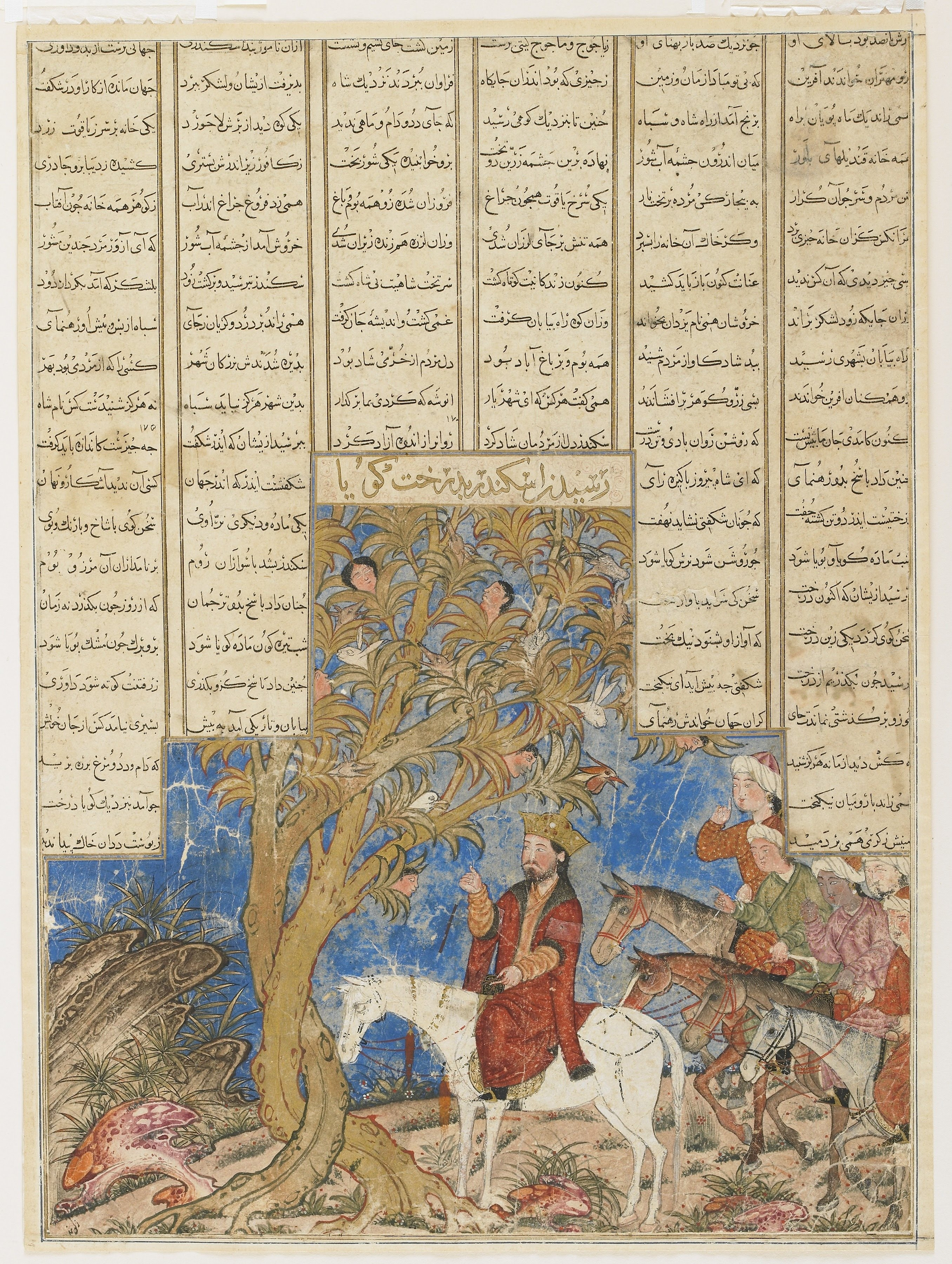
Szene aus Schahname, Alexander am Sprechenden Baum

Zusammenfassend kann man sagen, dass das erste Festival von 1975 alle Erwartungen übertraf. Während das Schiras-Kunstfestival die künstlerische Avantgarde empfing, kamen zum Festival von Tus neben Wissenschaftlern und Künstler auch Naghali-Erzähler, Ringer und Pahlavane. Das Festival fand regen Zuspruch und die Darbietungen und Diskussionsveranstaltungen, Ausstellungen und Aufführungen rund um das Werk Firdausis waren gut besucht.
Nach der offiziellen Eröffnungsrede der Schahbanu Farah Pahlavi wurde ein Text von ´Dschala al-Din Homai verlesen, der die Bedeutung von Schahname für die persische Sprache hervorhob und in dem deutlich gemacht wurde, dass das beste Förderprogramm der persischen Sprache die Beschäftigung mit Firdausis Werk sei.

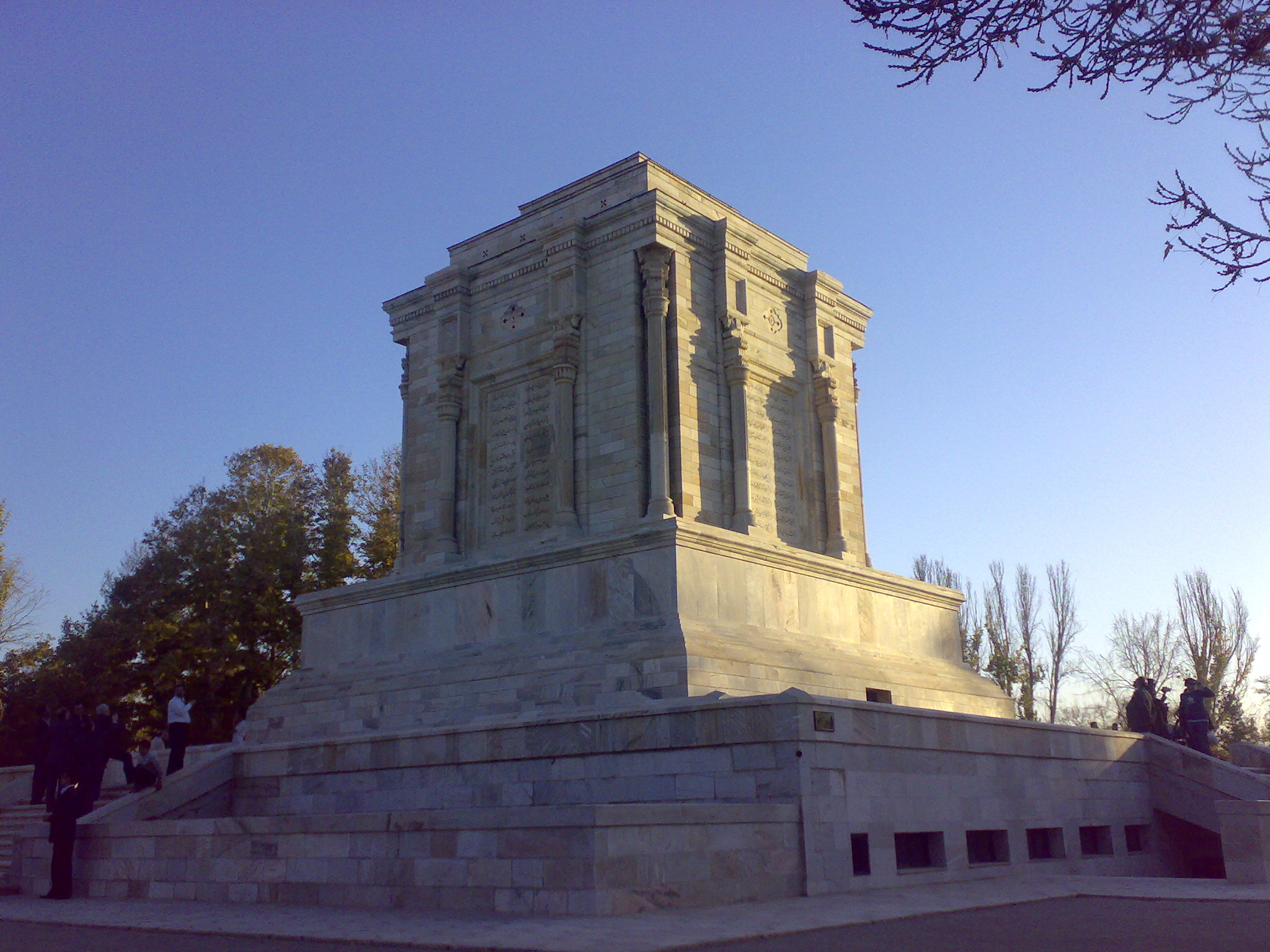
Firdausis Grabmal diente als Kulisse für Open-Air-Naghali-Vortragsveranstaltungen

Erstmal wurden zwei Filme von Feredun Rahnama gezeigt. Der erste Film beschäftigt sich mit der Frage der iranischen Kultur und Bildinhalten, in denen sich iranische Kultur widerspiegelt. Der zweite Film zeigte den gowd (persisch گود) des Zurchaneh als einem heiligen Platz.
Der epische Vortrag (Naghali) und Theateraufführungen waren ein Hauptbestandteil des Festivals. Morsched Torabi, ein berühmter Naghali bot einen Beweis seines Könnens, in dem er seinen Vortrag aus dem Teehaus auf die Mitte eines Platzes verlegte. Obwohl klein von Statur, trug er mit kräftiger Stimme Firdausis Werk vor, und wenn er in die Hände klatschte, erschallte ein Echo von Firdausis Mausoleum. Morsched Torabi schilderte den Krieg zwischen Rostam und Aschkbus. Allein mit seiner Stimme und seinem Stock, der einmal als Pferd und ein anderes Mal als Schwert diente, zog er die Zuhörer in seinen Bann. Er zeigte mit seiner Vorführungen die Grundprinzipien eines epischen Vortrags auf und machte deutlich, wie man Stimme und Körper einsetzen muss. Neben Torabi traten weitere Morscheds auf, die mit Trommel und Gesang Schahname darboten.
Haydar Yaghma, ein Lehmziegelmacher (Cheschtmaal) und Dichter, spielte die Hauptrolle in einem Film über die Beziehung zwischen Schahname und dem einfachen Volk. In dem Film wurden die Beziehungen zwischen verschiedenen Gruppen der Gesellschaft, und wie sie sich in Firdausis Werk widerspiegeln, gezeigt. Die Besonderheit des Films bestand darin, dass der Regisseur nicht einen Schauspieler, sondern Haydar Yaghma sich selbst als Dichter und Lehmziegelmacher spielen ließ.

## Das zweite Festival (1976)
Während sich das erste Festival eng an die vorgegebene Programmatik hielt, war das zweite Festival zunächst der Ehrung der 50-jährigen Regentschaft der Pahlavi-Dynastie gewidmet.  Mit der  Eröffnung des Festivals am 18. Tir 2535 (9. Juli 1976) wurde an die im Jahre 2493 (1934) unter der Regentschaft von Reza Schah abgehaltene 1000-Jahr-Feier und die Errichtung des Firdausi-Grabmals durch Reza Schah gedacht. Es wurde daran erinnert, dass es Reza Schah war, der vor 42 Jahren die Bedeutung von Firdausi für die iranische Identität mit der Errichtung eines eindrucksvollen Grabmals versinnbildlicht hat.
Schah Mohammad Reza Pahlavi wies in seiner Grußbotschaft auf die Bedeutung Firdausis für den iranischen Patriotismus hin. Er betonte allerdings auch, dass sich Firdausi auch mit Begriffen wie „Held“, „Ehre“ und „Liebe“ auseinandergesetzt habe, und dass die Bedeutung Firdausis eben genau darin gesehen werden müsse, dass es ihm gelungen ist, in seinem epischen Gedicht eine Form zu finden, die es erst möglich machte, die Inhalte dieser Begriffe von Generation zu Generation teilzunehmen.
Die Vortragsveranstaltungen des Festivals waren in diesem Jahr vor allem den Gedichten Omar Chayyāms gewidmet, der nur 30 Jahre nach dem Tod Firdausi in Nischapur in der Provinz Chorasan zur Welt kam.
Zu dem das Festival begleitenden wissenschaftlichen Kongress kamen Wissenschaftler aus Deutschland (Hans Müller), den USA (Sheila S. Blair, Mariana S. Simpson), Jugoslawien (Dzaka Becir) und dem Iran (Zia-ed-Din Sadschadi, Ahmad Ali Redscha'i, Mehdi Gharavi, S.A. Endschavi Schirazi und Ali Ravaqi) an die Firdausi-Universität in Maschhad. Der deutsche Teilnehmer Hans Müller setzte sich mit dem Leben Firdausis und seines Einflusses auf die deutsche Literatur auseinander. Er hob vor allem die Bedeutung Firdausis für die deutsche Romantik des 18. und 19. Jahrhunderts hervor. Die Hinwendung der deutschen Dichter zu den Sagen und Mythen des Mittelalters sowie das Entstehen eines deutschen Nationalgefühls machte Firdausi geradezu zum Vorbild für deutsche Lyriker darunter auch August Heinrich Hoffmann von Fallersleben, den Verfasser des „Lieds der Deutschen“, der späteren Nationalhymne der Bundesrepublik Deutschland. Heinrich Heine hat Firdausi mehrere Gedichte gewidmet. In einem dieser Gedichte spricht er die Enttäuschung Firdausi über die mangelnde Anerkennung des Schahname durch den damaligen türkischstämmigen Herrscher des Iran Mahmud von Ghazni an.

## Die folgenden Festivals
In der Folge fanden bis 1978 weitere Festivals mit Vorträgen, Ausstellungen und einem wissenschaftlichen Kongress statt. Nach der Islamischen Revolution wurden die Gedenkveranstaltungen für Firdausi mit Ausstellungen und wissenschaftlichen Symposien fortgesetzt.